# Social Code
Social Code é uma banda de rock alternativo do Canadá. Eles abriram concertos para Good Charlotte durante a turnê "Noise To The World Tour" em 2005. Eles começaram se chamando Fifth Season antes de mudar para o nome atual.

## Membros
- Travis Nesbitt - vocal
- Morgan Gies - guitarra
- Logan Jacobs - baixo
- Ben Shillabeer - bateria

## Discografia
- Binbox - como Fifth Season
- Patiently Waiting (2001) - como Fifth Season
- A Year at the Movies (2004)
- Social-Code (2007)

## Singles
- Everything's Fine, Trebleface (2001) - como Fifth Season
- Beautiful (2004)
- Whisper to a Scream (Birds Fly) (2004-2005)
- Perfect Grave (2005-2006)
- Bomb Hands (2007)